# Роберт Бунзен
Роберт Вилхелм Еберхард Бунзен (Гетинген, 30. март 1811 — Хајделберг, 16. август 1899) је био немачки хемичар.
Основао је спектралну анализу са Кирхофом. Године 1859. су конструисали први спектрални апарат с призмом, а 1861. године су том методом открили нове хемијске елементе, рубидијум и цезијум. Радили су експерименте о спектрима апсорпције, којима су протумачили Фраунхоферове линије у сунчевом спектру.
Бунзен је пронашао гасни пламеник (Бунсенов пламеник).